# Bayrová
Bayrová je zaniklá usedlost v Praze 3-Žižkově, která se nacházela mezi ulicemi U Rajské zahrady a Italská v místech Vysoké školy ekonomické a parku Rajská zahrada.

## Historie
Vinice o výměře 16 korců je doložena ve 14. století, kdy patřila faráři u svatého Mikuláše na Starém Městě pražském. Fara ji tehdy pronajímala nájemcům buď po částech nebo celou. Usedlost je doložena nejpozději roku 1785, budova s parkem a ovocnou a zelinářskou zahradou je zapsána k roku 1843. Na severovýchodě Bayrová sousedila s Dirixkou, na jihu s Vozovou a na západě se Sakrabonkou.
Pro případné rozšíření sousední plynárny obec roku 1883 odkoupila usedlost s pozemky od tehdejší majitelky Gabriely Pecheové. Dostavba plynárny realizována nebyla, došlo ale k rozšíření a dobudování zahrady ve veřejný sad s názvem Rajská zahrada. Z iniciativy zahradního architekta Františka Josefa Thomayera tak vznikla zásobní zahrada se skleníky pro pražské městské parky a zahrady, kde se mimo jiné pěstovaly také orchideje.
Po roce 1907 došlo ke zboření usedlosti a zániku celé zahrady. Roku 1935 na jejím místě byla postavena funkcionalistická budova pro Odbornou učňovskou školu Hlavního města Prahy. Vysoká škola ekonomická zde sídlí od svého vzniku roku 1953.